# جون روبرت فيكتور بريسكوت
جون روبرت فيكتور بريسكوت (بالإنجليزية: John Robert Victor Prescott)‏ هو كاتب أسترالي، ولد في 12 مايو 1931، وتوفي في 17 أغسطس 2018.